# Mr Vertigo
Pour les articles homonymes, voir Vertigo.
Mr Vertigo (titre original : Mr. Vertigo) est un roman baroque de Paul Auster, qui se déroule dans l'Amérique de 1927.

## Résumé
Walt, personnage principal, est un jeune orphelin élevé par un oncle méchant et une tante indifférente. À neuf ans, il est recueilli par un maître, Maître Yéhudi, qui lui promet de lui apprendre à voler. Ce dernier le conduit dans une ferme à Cibola près de la petite ville de Wichita au Kansas. Là, il fait la rencontre de "Maman Sioux" et d'Esope.
Maman Sioux, comme son nom l'indique, est une femme d'origine indienne. Elle a été recueillie par Maitre Yehudi alors qu'elle était en ménage avec un homme violent qui la battait. Esope, quant à lui, est le fils d'une esclave, morte en couches. Le bébé a parcouru les champs pour sortir de la cabane où il est né, c'est pour cela qu'il a une multitude de malformations. Maître Yehudi s'est fait le pari de réussir à faire d'Esope un érudit et de l'envoyer dans une université uniquement en l'éduquant à partir de livres. Il réussira son pari, car Esope sera admis à l'Université Yale. Le Ku Klux Klan assassinera le jeune Esope et Maman Sioux. Après ce massacre, Maître Yehudi et Walt iront vivre chez Mrs Witherspoon, une amie du maître. Dès leur deuil achevé, les deux compères partent pour une tournée à travers les U.S.A.
Walt devint "Walt le prodige".
Walt a déjà eu un problème médical récurrent que deux autres hommes, ayant exercé la lévitation, ont connu avant lui : à partir de la puberté, chaque seconde de vol lui donne plusieurs minutes d'atroces maux de tête une fois qu'il est revenu au sol. Le maître propose à Walt, soit d'être castré pour pouvoir continuer d'exercer la lévitation, soit de profiter de sa célébrité pour se reconvertir en comédien. Avec le maître, il décide donc de faire carrière à Hollywood.
Le voyage se passe sans encombre jusqu'à leur arrivée en Californie. Sur la route déserte les attendent l'oncle Slim et trois autres bandits. Les desperados tirent sur la voiture de Walt et du maître alors que ces derniers tentaient désespérément de faire un demi-tour et de prendre la fuite. Une balle touche le maître à l'épaule droite et une autre fait éclater le pneu arrière de l'automobile. Les hors-la-loi s'emparent du coffre contenant les années de recettes des spectacles et abandonnent Walt et le maître. Le maître, grièvement blessé, demande à son apprenti de le tuer. Ce dernier n'en a pas la force. Le maître se suicide alors d'une balle dans la tête...
Pendant trois ans, Walt parcourt le pays à la recherche de son oncle, afin de venger la mort de maître Yehudi. Il finit par le trouver à Rockford dans l'Illinois. Il avait échafaudé un plan pour le tuer en lui faisant peur. La scène se déroule dans un entrepôt. Walt reste accroupi trois heures derrière une pile de caisses en bois à attendre que son oncle s'endorme. Le moment venu, il s'approche et chuchote à l'oreille de sa victime : Salut tonton, ça fait un bail. Puis, il force son oncle à boire un verre de "lait" coupé avec de la strychnine. L'oncle qui, après la mise en scène, croit que son neveu le fait marcher, finit par s'effondrer, mort. Cependant, Bingo Walsh, un gangster, bras droit du boss O'Maley, et maître du crime dans la région de Chicago, a assisté à la scène. Walt réussit à le convaincre de lui laisser la vie sauve et de l'engager sous ses ordres. Il amorce ainsi sa carrière dans le crime comme garçon de course, puis encaisse chez les commerçants du secteur le coût hebdomadaire de la "protection" d'O'Maley. Il dirige ensuite une loterie dans le South Side . De la loterie, il passe aux paris et, en 1936, il devient le chef opérateur d'une officine.
Un après-midi du mois d'août, il se rend à "Arlington" (non décrit dans l'œuvre, mais certainement un hippodrome) et mise mille dollars sur un cheval appelé "Prodige". Il remporte quarante mille dollars et ouvre une boîte de nuit appelée "Monsieur Vertigo" à Chicago. Là, il connait la folie de la nuit et fait de sa discothèque l'endroit le plus branché de la ville. Cette boîte de nuit attire la "jet set" de l'époque, notamment des sportifs comme Dizzy Dean. Ce dernier, star du baseball, devient ami de Walt. Comme tout sportif, ce cher Dizzy, qui est le plus grand champion de son sport, finit par être rattrapé par le temps : les blessures qu'il a subies brisent sa carrière. Walt voit en Dizzy son propre déclin. Cela l'effraie. Il décide donc de tuer son ami. Il lui donne un rendez vous le 11 avril à 11 heures pour convaincre Dizzy de se suicider, mais son impatience lui fait braquer un revolver sur le misérable sportif. Tout bascule. Il est rattrapé par la justice, doit céder son club et choisir d'aller en prison ou à la guerre (1939-1945). Il choisit de s'engager dans l'armée. (Et le récit décrit à peine cette période de la vie de Walt).
Une fois de retour au pays, Walt exerce une série de petits métiers, comme barman et employé du bâtiment, mais il finit par s'installer en 1950 dans le New Jersey à Newark. Il prend un emploi dans une boulangerie industrielle (la boulangerie Meyerhoff). Là, il rencontre Molly Quinn, qui devient son épouse. Ne pouvant avoir d'enfants, le couple chérit leurs treize neveux. Vingt-trois ans après leur mariage, Molly meurt d'un cancer. Ravagé par le chagrin, Walt passe six ou sept mois en pleine stupeur alcoolique. Il perd son emploi à l'usine.
Il s'en sort grâce à une cure de désintoxication à l'hôpital "Saint Barnabé". Peu après, son neveu Dan lui propose un emploi de concierge à l'Université de Denver où il enseigne. Walt accepte sans y jamais parvenir. En effet, il fait un détour par Wichita et retrouve Mrs Witherspoon. Il emménage chez elle et devient son compagnon. Il passe onze ans à ses côtés, l'aidant à gérer son entreprise de laveries automatiques. Puis, elle finit par mourir. Walt lui organise des funérailles mémorables. Après cela, il décide d'écrire sa vie. L'histoire s'achève durant les années 1992-1993.

## Éditions
Édition originale en anglais américain
- (en) Paul Auster, Mr. Vertigo, Harmondsworth, Penguin Books, 1994, 1re éd., 293 p. (ISBN 978-0-670-85209-3, BNF 37453322, LCCN 93034887)

Éditions en français
- Paul Auster (trad. Christine Le Bœuf), Mr Vertigo, Arles, Actes Sud, 1994, 316 p. (ISBN 978-2-7427-0172-8, OCLC 31138247, BNF 35685853)
- Paul Auster (trad. de l'anglais par Christine Le Bœuf), Mr Vertigo, Arles, Bruxelles, Lausanne et Montréal, Actes Sud, Labor, L'Aire et Leméac, coll. « Babel » (no 163), 1995, 398 p. (ISBN 2-7427-0572-4, BNF 35786720) (ISBN 2-7609-1544-1) (ISBN alternatif chez Leméac)
- Paul Auster (trad. Christine Le Bœuf), Mr. Vertigo, Paris, Librairie générale française, coll. « Le Livre de poche » (no 14075), 1997, 316 p. (ISBN 978-2-253-14075-7, BNF 35860111)